# Pichonia lauterbachiana
Pichonia lauterbachiana là một loài thực vật có hoa trong họ Hồng xiêm. Loài này được (H.J.Lam) T.D.Penn. miêu tả khoa học đầu tiên năm 1991.